# Bad Benson
Bad Benson es un álbum de estudio grabado por el guitarrista de jazz estadounidense George Benson como líder. Fue su cuarto álbum para el sello CTI Records, ya consolidado como discográfica independiente. Como en sus grabaciones anteriores producidas por Creed Taylor, para esta ocasión Benson contó con un espléndido combo de acompañamiento formado por Steve Gadd, Ron Carter, Kenny Barrony la colaboración de Phil Upchurch a la guitarra rítmica, quien acababa de ser fichado por Kudu_Records, el sello discográfico filial de CTI. Don Sebesky se encargó de los arreglos musicales y de la dirección de un elenco de 12 músicos para la sección de viento y otros 7 para la sección de cuerda en los distintos temas. 
Durante los tres días de grabación en los estudios Van Gelder, se registraron temas adicionales que no se incluyeron en el LP original de 1974 debido a las limitaciones de tiempo del formato. Estos incluyeron una versión corta y enérgica del clásico de jazz de Billy Strayhorn, "Take The A Train", y una composición de Sebesky, "Serbian Blue". Ambos temas se incorporaron en la reedición en CD de 1988. Posteriormente, la reedición en CD de 2001 añadió estas dos piezas junto con otra inédita compuesta por Benson, "From Now On".

## Recepción y críticas
Para David Rickert de All About Jazz, el álbum de Benson "está lleno de jazz de buen gusto basado en la guitarra" y su interpretación "destaca como solista, creando interesantes ideas melódicas". Rickert añade que "Benson siempre ha sido un guitarrista excelente, y hay poco aquí del artista pop en toda regla en el que se convertiría más tarde."
Según la crítica de Thom Jurek en AllMusic, Bad Benson «muestra al guitarrista aún aferrado a sus raíces en el estilo de Wes Montgomery en algunos pasajes, mientras que en otros expande su personalidad de soul-jazz hacia terrenos aún más funkies». Jurek considera que Benson «toca con su habitual precisión y una suavidad inconfundible, mientras que el guitarrista Phil Upchurch despliega una amplia paleta sonora, como demuestra en la versión 'funkificada' de "Take Five". Entre otros temas notables, destaca el estelar "My Latin Brother", que inicia con un estudio de cuerda impresionista al estilo Debussy antes de transformarse en una variación de samba intensamente arpegiada.»

## Portada
El diseño de la portada y contraportada del LP original de 1974 fue obra de Bob Ciano. La imagen central, una fotografía de George Benson, fue tomada por Ben Rose. Este fotógrafo originario de Filadelfia y fallecido en 1980, fue reconocido por sus técnicas innovadoras, con las que lograba crear lo que hoy se considerarían imágenes "virtuales". Para la portada de Bad Benson, al igual que en muchas de sus otras obras, Rose empleó una secuencia de disparo continuo con luces estroboscópicas, moviendo la cámara lentamente para obtener el efecto de movimiento en el negativo fotográfico. 

## Lista de temas
| #  | Título                         | Compositor/es                         | Duración |
| -- | ------------------------------ | ------------------------------------- | -------- |
| 1. | "Take Five"                    | Paul Desmond                          | 7:07     |
| 2. | "Summer Wishes, Winter Dreams" | Johnny Mandel, Alan y Marilyn Bergman | 2:54     |
| 3. | "My Latin Brother"             | George Benson                         | 6:55     |
| 4. | "No Sooner Said Than Done"     | Phil Upchurch                         | 5:50     |
| 5. | "Full Compass"                 | Phil Upchurch                         | 5:38     |
| 6. | "The Changing World"           | George Benson, Art Gore               | 4:50     |

Temas adicionales en la edición en CD de 1988 y 2001:
| #  | Título               | Compositor/es   | Duración |
| -- | -------------------- | --------------- | -------- |
| 7. | "Take the 'A' Train" | Billy Strayhorn | 4:12     |
| 8. | "Serbian Blue"       | Don Sebesky     | 12:36    |

Tema adicional en la edición en CD de 2001:
| #  | Título        | Compositor/es | Duración |
| -- | ------------- | ------------- | -------- |
| 9. | "From Now On" | George Benson | 2:20     |

## Créditos
- George Benson – guitarra
- Phil Upchurch - guitarra, bajo (en tema 5), percusión (en temas 3 y 8)
- Kenny Barron - piano
- Ron Carter - contrabajo
- Steve Gadd - batería
- John Frosk, Alan Rubin, Joe Shepley - trompeta
- Wayne Andre, Garnett Brown, Warren Covington, Paul Faulise - trombón
- Jim Buffington, Brooks Tillotson - trompa
- Ray Beckenstein - flauta
- Phil Bodner - corno inglés, clarinete, flautín
- Al Regni - flauta, clarinete.
- Seymour Barab, Frank Levy, Jesse Levy, Charles McCracken, Alan Shulman, Paul Tobias - violonchelo
- Margaret Ross - arpa

## Producción
- Creed Taylor - productor
- Don Sebesky - arreglos, dirección
- Rudy Van Gelder - ingeniero de sonido
- Ben Rose - fotografía de portada
- Pete Turner - fotografía interior
- Bob Ciano - diseño del álbum
- Didier C. Deutsch - productor / nota de álbum (CD 1988 y 2001)
- Mark Wilder - ingeniero de remasterización (CD 1988 y 2001)
- Todd Whitelock - ingeniero de mezcla (CD 2001)